# BLS Lötschbergbahn

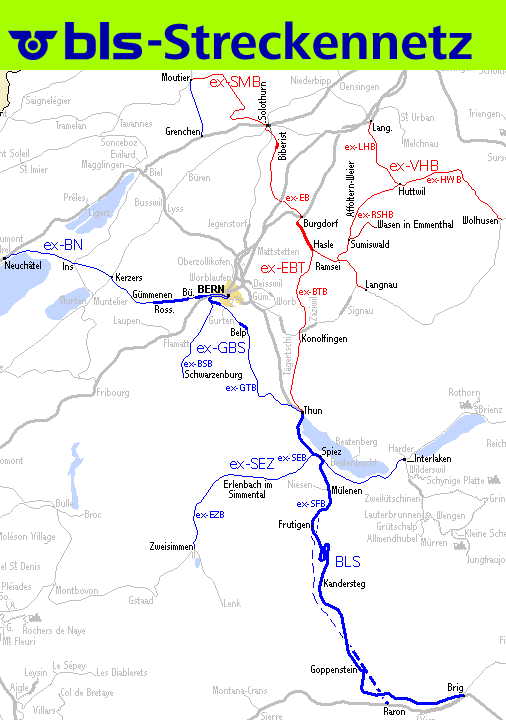
Mappa delle linee via via incorporate nella rete BLS

La BLS Lötschbergbahn detta anche Bern-Lötschberg-Simplon, o (BLS), era una società ferroviaria della Svizzera nata nel 1997 dalla fusione della vecchia BLS , (fondata nel 1906), con la Bern-Neuenburg Bahn (BN), la Gürbetal-Bern-Schwarzenburg Bahn (GBS) e la Simmentalbahn (SEZ) divenendo la più grande rete a scartamento normale della Svizzera dopo le Ferrovie Federali.
Il suo capitale sociale non era interamente privato in quanto aveva la partecipazione azionaria del Cantone di Berna e della Confederazione Elvetica.
Nel 2006 la società si è fusa con il Regionalverkehr Mittelland AG formando la nuova BLS SA.

## Storia
In seguito all'apertura della Ferrovia del Gottardo nel 1882 il cantone di Berna si trovò tagliato fuori dalla direttrice principale ferroviaria nord-sud. Forte dei suoi privilegi di capitale federale cercò ma invano di ottenerne i finanziamenti per costruire la sua linea trovandoli infine in maniera inaspettata. Nel 1871, in seguito alla guerra Franco-Prussiana, la Francia aveva dovuto cedere l'Alsazia e la Lorena alla Germania ed era stato modificato anche il confine franco-svizzero a Basilea. I circoli finanziari di Parigi trovarono quindi interesse a co-finanziare un tragitto internazionale attraverso la Svizzera che comprendeva il Lötschberg. La compagnia Berner-Alpenbahn-Gesellschaft Bern-Lötschberg-Simplon (nota anche come il nome francese Compagnie du Chemin de fer des Alpes Bernoises Berne-Loetschberg-Simplon), con sede a Berna, fu fondata il 27 luglio 1906 e poco tempo dopo iniziarono i lavori.

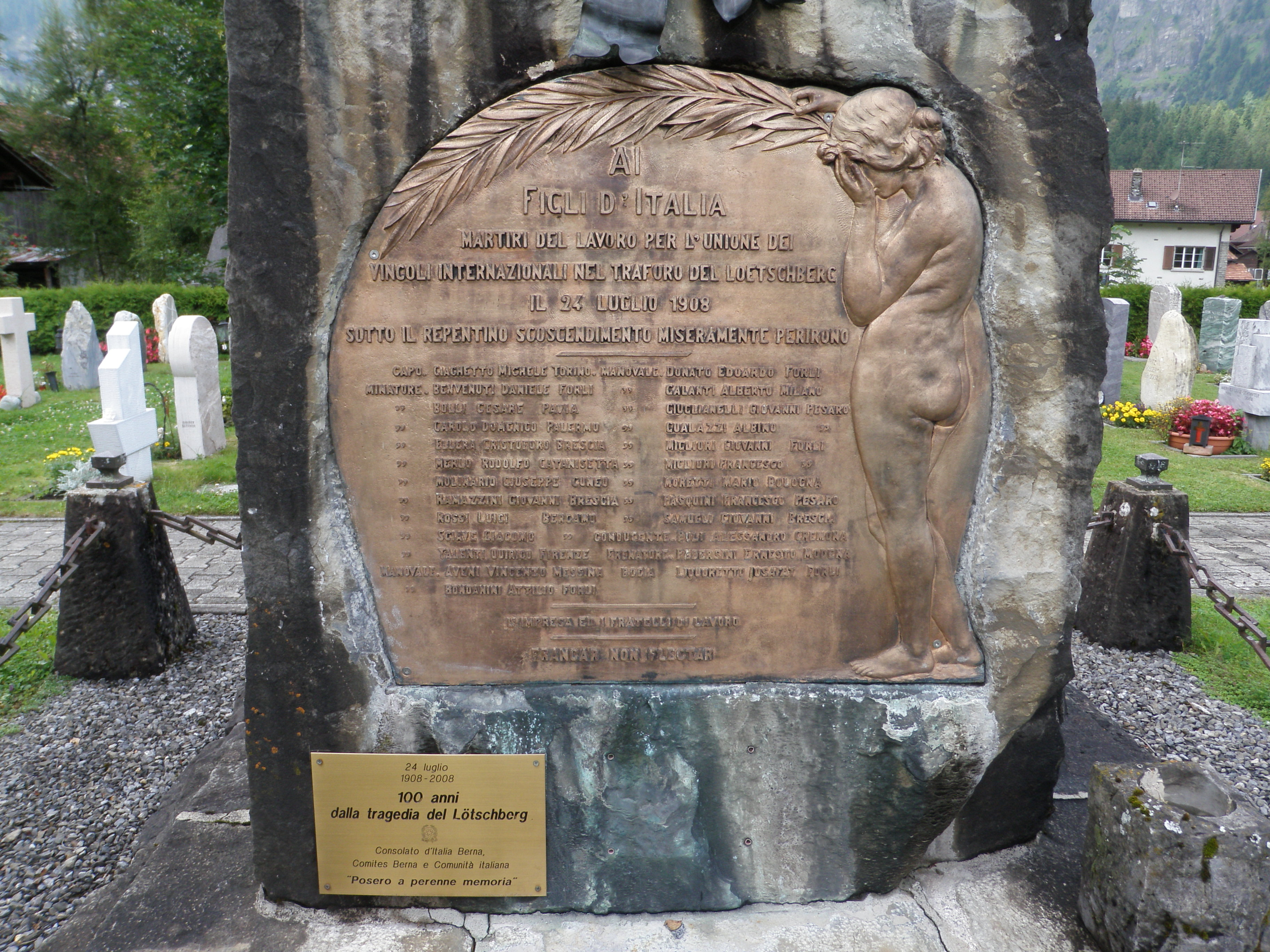
Monumento in ricordo degli operai italiani morti durante gli scavi del tunnel del Lötschberg

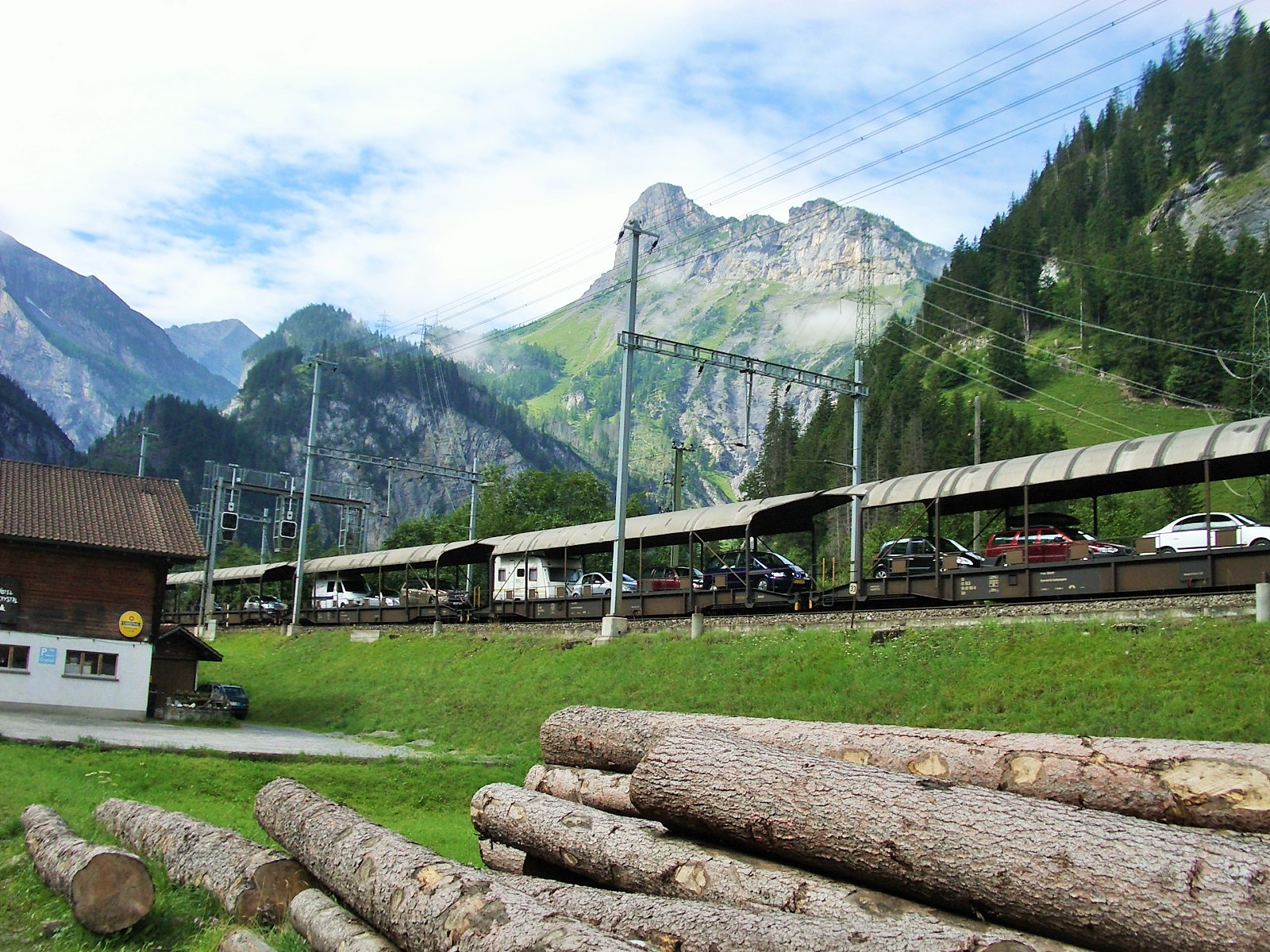
Trasporto auto-navetta a (Kandersteg)

Probabilmente a causa del finanziamento con capitale francese per la costruzione della tratta montana di 58 km tra Frutigen e Briga, venne assegnata a un consorzio di imprese francesi l'opera maggiormente impegnativa, di 13.7 km, del Traforo del Lötschberg a semplice binario. I lavori iniziarono il 15 ottobre 1906 ma dopo qualche mese le autorità federali ordinarono alla compagnia di costruire il tunnel a doppio binario e ridurre le pendenze di accesso; i capitali stanziati tuttavia non si rivelarono sufficienti per la completa esecuzione di tale modifica. Un incidente avvenuto il 24 luglio 1908 a causa del collasso delle rocce in galleria uccise 25 operai italiani e bloccò i lavori per sei mesi. Si rese necessario lo studio di una variante per aggirare il punto troppo franoso che comprendeva tre curve all'interno della montagna portando la lunghezza a 14,612 km. Il 31 marzo 1911 fu completato lo scavo e si procedette alla realizzazione delle rampe di accesso.
Fu necessario costruire 33 tunnel, 3 gallerie paravalanghe e 22 ponti. La linea fu elettrificata a 15.000 Volt, corrente alternata monofase, a 16⅔ Hz e aperta ufficialmente il 19 giugno 1913.
Nel 1913 la BLS rilevò la ferrovia del Lago di Thun (linea Thun/Scherzligen-Interlaken-Bönigen)(TSB) acquisendo anche i navigli e le linee di navigazione dei laghi di Thun e Brienz; acquisì inoltre la gestione di alcune compagnie ferroviarie della zona:
- Bern-Neuenburg-Bahn (BN), concessionaria della ferrovia Berna-Neuchâtel;
- Gürbethalbahn (GTB), concessionaria dell'omonima linea;
- Bern-Schwarzenburg-Bahn (BSB), concessionaria della ferrovia Berna-Schwarzenburg;
- Eisenbahngesellschaft Spiez-Erlenbach (SEB), concessionaria della ferrovia Spiez-Erlenbach;
- Erlenbach-Zweisimmen-Bahn (EZB), concessionaria della ferrovia Erlenbach-Zweisimmen;

aggiungendo complessivamente 130 km alla sua rete.

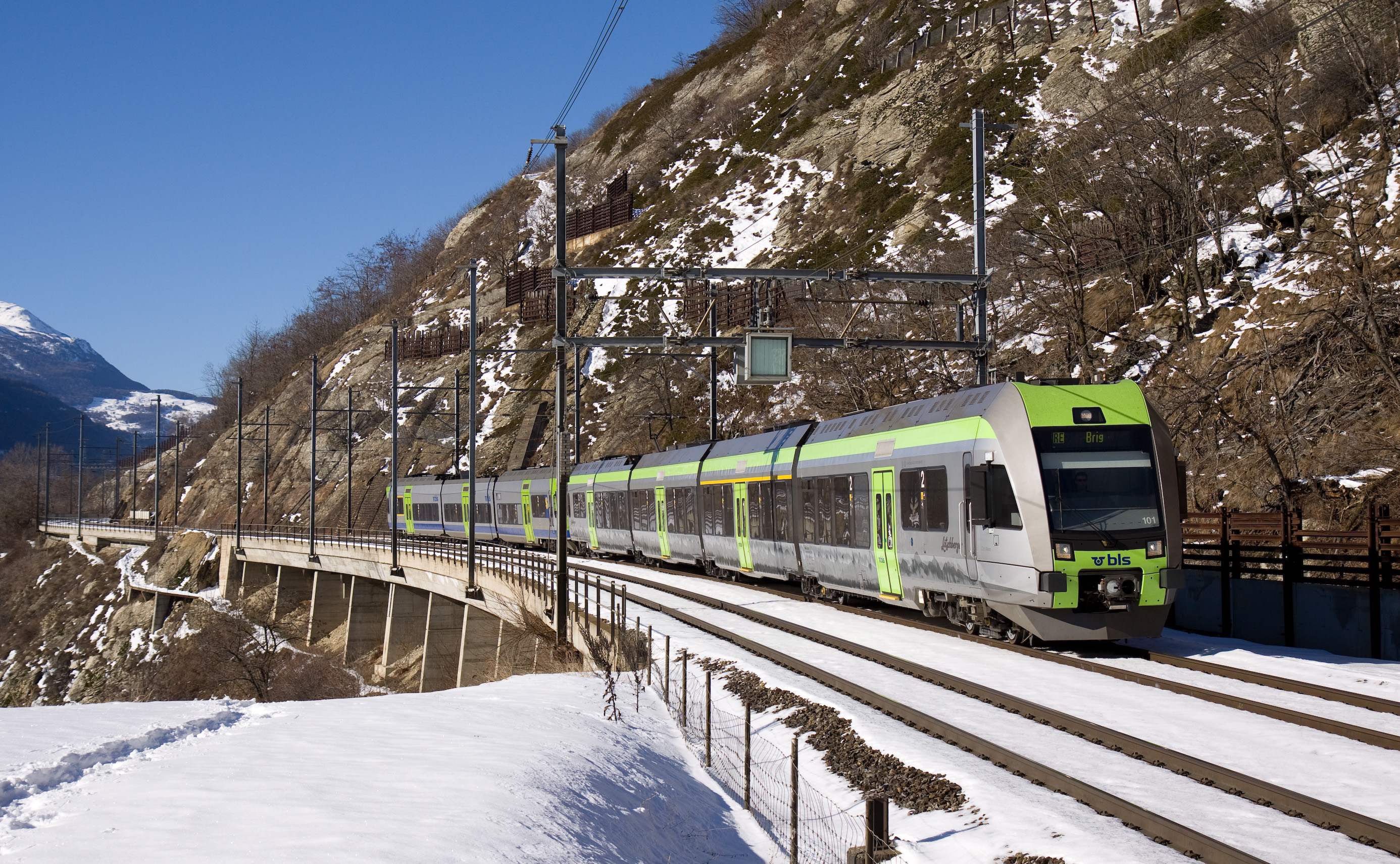
BLS RABe 535 sulla rampa di accesso sud del Lötschberg tra Lalden e Briga

Nel 1915 la società inaugurò la Grenchenbergbahn tra Moutier e Lengnau, che includeva il Tunnel di Grenchenberg di 8,5 km, per abbreviare il percorso ferroviario tra il Sempione e il confine francese.

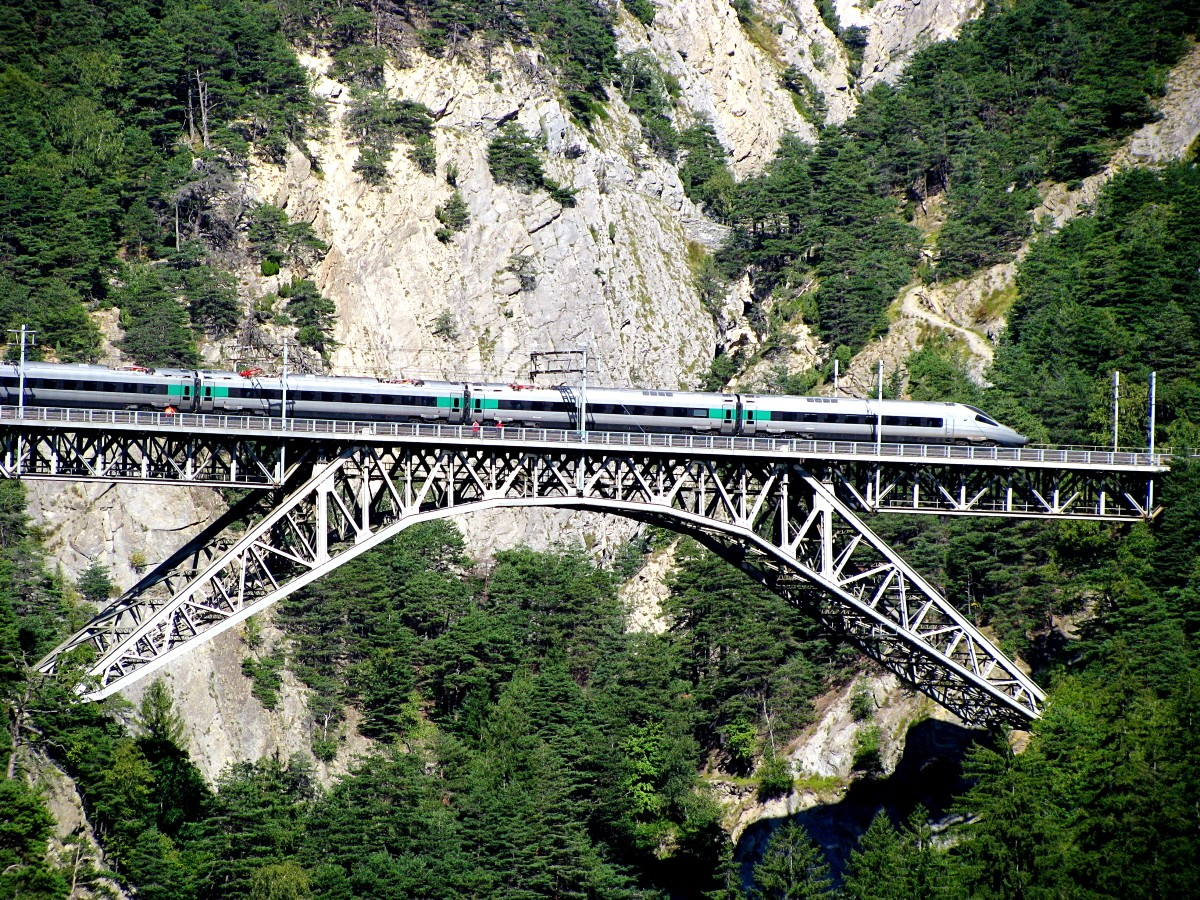
ETR 610 mentre percorre il viadotto Bietschtal sulla linea del Lötschberg

Dopo la fine della prima guerra mondiale e la restituzione alla Francia di Alsazia e Lorena la BLS, perdette il traffico merci, via Delle, verso la Francia ma acquisì progressivamente quello, tra Germania e Italia, via Lötschberg.
Durante la seconda guerra mondiale GTB e BSB si fusero nella Gürbetal-Bern-Schwarzenburg-Bahn (GBS), mentre SEB e EZB si fusero nella Simmentalbahn (SEZ).
I problemi dell'operatività della linea a semplice binario si fecero sempre più evidenti negli anni sessanta. Nel 1976 il Consiglio Federale approvò lo stanziamento di 620.000.000 di Franchi per il raddoppio e i lavori iniziarono l'anno seguente. La linea venne ufficialmente inaugurata l'8 maggio 1992.
Alla fine del 1993, la Confederazione incaricò la BLS di adattare ad un servizio corridoio ferroviario la sagoma limite della sua linea per trasporto di veicoli stradali. I lavori, iniziati nel 1994, a causa di problemi geologici sul lato sud si conclusero soltanto l'11 giugno del 2001. Dalla sua apertura l'autostrada viaggiante trasporta autocarri tra Germania e Italia, via Lötschberg, fornendo un utilissimo contributo per diminuire il traffico pesante sulle strade.

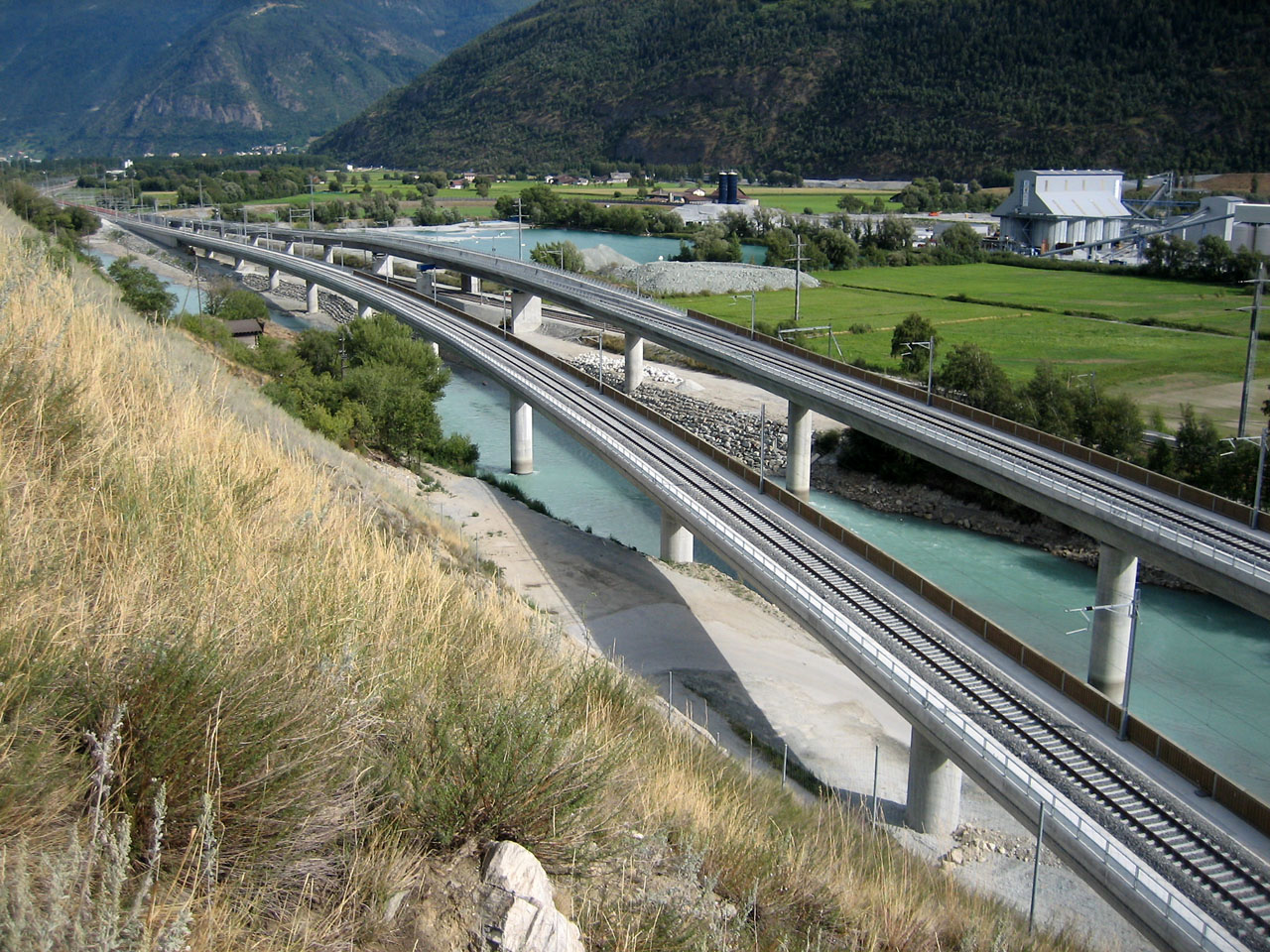
Lo sbocco sud del Tunnel di Base del Lötschberg

Le direttive economiche dell'Europa, alla fine del XX secolo, avevano costretto molte ferrovie a rivedere la propria struttura aziendale ed operativa; sebbene non direttamente coinvolta normativamente anche la Svizzera ha dovuto rivedere le sue strategie generali in quanto circondata da paesi facenti parti dell'eurozona. Il 1º gennaio 1997, pertanto, anche la BLS si diede un nuovo assetto attuando la fusione con BN, GBS e SEZ per formare la BLS Lötschbergbahn AG. Anche l'organizzazione societaria venne strutturata in tre divisioni, infrastruttura, traffico passeggeri e cargo.
Il 15 maggio 2001 sono stati stipulati accordi con le FFS per coordinamenti di orario e utilizzo delle linee federali per servizi suburbani, esercizio della S-Bahn di Berna. Trasferimento di servizi a lunga distanza da BLS a FFS e accordi per il settore cargo.
Il 27 settembre 1992 venne indetto un referendum sul progetto AlpTransit che prevedeva la costruzione di due nuovi attraversamenti delle Alpi, uno al Gottardo, e l'altro al Lötschberg; il progetto venne approvato tuttavia la costruzione, tra Frutigen e la Valle del Reno, del nuovo tunnel di base a doppio binario prevista della lunghezza di 41 km per motivi strettamente finanziari dovette essere ridimenzionata a 34.6 km, con parte dello stesso provvisoriamente a semplice binario.
L'inaugurazione è avvenuta il 15 giugno 2007 e l'attivazione del traffico a partire dal nuovo orario del 9 dicembre 2007.
Nel giugno 2006, il Regionalverkehr Mittelland AG e la BLS Lötschbergbahn AG si sono fuse nella nuova BLS SA. La quota azionaria del cantone di Berna è del 55,8%, quella della Confederazione Elvetica il 21,7%, quella dei cantoni Lucerna, Solothurn, Valais e Neuchâtel e privata è del 22,5%.

## Percorso
| Continuation backward |

| Station on track |

| Enter and exit short tunnel |

| Track change |

|  | Unknown route-map component "ABZgl" | Unknown route-map component "STR+r" |

|  | Non-passenger station/depot on track | Straight track |

| Unknown route-map component "CONTgq" | Unknown route-map component "ABZgr" | Straight track |

| Unknown route-map component "CONTgq" | Unknown route-map component "KRZu" | One way rightward |

| Stop on track |

| Non-passenger station/depot on track |

| Unknown route-map component "CONTgq" | Unknown route-map component "ABZgr" |  |

| Station on track |

| Station on track |

| Station on track |

| Small arched bridge |

| Station on track |

| Non-passenger station/depot on track |

| Stop on track |

| Station on track |

| Station on track |

| Station on track |

| Station on track |

| Station on track |

| Station on track |

| Station on track |

| Stop on track |

| Unknown route-map component "eBHF" |

|  | Unknown route-map component "ABZg+l" | Unknown route-map component "CONTfq" |

| Station on track |

| Unknown route-map component "KMW" |

| 137,59 |
| 0,06   |

| Unknown route-map component "eHST" |

| Unknown route-map component "eBHF" |

| Unknown route-map component "eHST" |

| Unknown route-map component "hKRZWae" |

| Unknown route-map component "eBHF" |

| Unknown route-map component "eHST" |

| Unknown route-map component "eHST" |

| Unknown route-map component "CONTgq" | Unknown route-map component "ABZg+r" |  |

| Station on track |

|  | Unknown route-map component "ABZgl" | Unknown route-map component "CONTfq" |

| Enter and exit tunnel |

| Non-passenger station/depot on track |

| Unknown route-map component "eDST" |

| Station on track |

| Station on track |

|  | Unknown route-map component "KRWgl" | Unknown route-map component "KRW+r" |

|  | Unknown route-map component "eDST" | Unknown route-map component "tSTRa" |

|  | Unknown route-map component "vSHI2gl-" | Unknown route-map component "tdSTR" |

|  | Unknown route-map component "vBHF" | Unknown route-map component "tdSTR" |

|  | Unknown route-map component "STR~L" | Unknown route-map component "tSTR~L" + Unknown route-map component "KRWgl" + Unknown route-map component "STR~R" | Unknown route-map component "tSTR~R" + Unknown route-map component "KRW+r" |

| Unknown route-map component "d" |  | Unknown route-map component "vSTRl-STRo" + Unknown route-map component "dSTR" | Unknown route-map component "vSHI2g+l-" + Unknown route-map component "dABZg+r" + Unknown route-map component "dPORTALg" |

|  | Unknown route-map component "vSHI2g+l-" | Unknown route-map component "dSTR" |

| Unknown route-map component "tSTR+l" | Unknown route-map component "tSTRe@fq" + Straight track | One way rightward |

| Unknown route-map component "tSTR" | Station on track |  |

| Unknown route-map component "tSTR" | Station on track |  |

| Unknown route-map component "tSTR" | Enter and exit tunnel |  |

| Unknown route-map component "tSTR" | Non-passenger station/depot on track |  |

| Unknown route-map component "tSTR" | Enter and exit tunnel |  |

| Unknown route-map component "tSTR" | Station on track |  |

| Unknown route-map component "tSTR" | Unknown route-map component "tSTRa" |  |

| Unknown route-map component "tSTR2" | Unknown route-map component "tDST" + Unknown route-map component "tSTRc3" |  |

| Unknown route-map component "tSTRc1" | Unknown route-map component "tSTR2+4" + Unknown route-map component "lMKRZ2+4o" + Unknown route-map component "tSTR" | Unknown route-map component "tSTRc3" |

| Unknown route-map component "d" |  | Unknown route-map component "tSTRe" + Unknown route-map component "tSTRc1" | Unknown route-map component "tSTR2+4" | Unknown route-map component "tdSTRc3" |

| Unknown route-map component "d" |  | Station on track | Unknown route-map component "tSTRc1" | Unknown route-map component "tdSTR+4" |

| Unknown route-map component "d" |  | Unknown route-map component "KRWgl" | Unknown route-map component "KRW+r" | Unknown route-map component "tdSTR" |

| Unknown route-map component "d" |  | Enter and exit short tunnel | Enter and exit tunnel | Unknown route-map component "tdSTR" |

| Unknown route-map component "d" |  | Unknown route-map component "KRWg+l" | Unknown route-map component "KRWr" | Unknown route-map component "tdSTR" |

| Unknown route-map component "d" |  | Station on track | Unknown route-map component "tSTRc2" | Unknown route-map component "tdSTR3" |

| Unknown route-map component "d" |  | Non-passenger station/depot on track + Unknown route-map component "tSTRc2" | Unknown route-map component "tSTR3+1" | Unknown route-map component "tdSTRc4" |

| Unknown route-map component "tSTRc2" | Unknown route-map component "tSTR3+1" + Straight track | Unknown route-map component "tSTRc4" |

| Unknown route-map component "tSTR+1" | Unknown route-map component "hKRZWae" + Unknown route-map component "tSTRc4" |  |

| Unknown route-map component "tSTR" | Station on track |  |

| Unknown route-map component "tSTR" | Non-passenger station/depot on track |  |

| Unknown route-map component "tSTR" | Station on track |  |

| Unknown route-map component "tSTR" | Station on track |  |

| Unknown route-map component "tSTRe" | Non-passenger station/depot on track |  |

| Unknown route-map component "hKRZWae" | Unknown route-map component "hKRZWae" |  |

| Unknown route-map component "dCONTgq" | Unknown route-map component "LABZql" | Unknown route-map component "ABZg+r" | Unknown route-map component "d" |  |

| Unknown route-map component "dCONTgq" | Unknown route-map component "ABZ+rxl" | Unknown route-map component "eKRZo" | Unknown route-map component "exLSTR+r" | Unknown route-map component "d" |

| Station on track | Station on track | Unknown route-map component "exLSTR" |

| Unknown route-map component "d" | One way leftward | Unknown route-map component "KRZo" | Unknown route-map component "eABZql" | Unknown route-map component "dCONTfq" |

| Unknown route-map component "dCONTgq" | Unknown route-map component "tSTRe@fq" | One way rightward |  | Unknown route-map component "d" |

## Attività della BLS
- Mantenimento e manutenzione delle infrastrutture BLS,
- Trasporto Passeggeri
  - Dal 1994 in collaborazione con le FFS/SBB/CFF, ha svolto servizi suburbani a Berna, servizi regionali per Neuchâtel, Lucerna e Briga sulla rete federale.
- È stata azionista della società Cisalpino, con FFS e Trenitalia.
- Trasporto merci con BLS Cargo.
- Trasporto auto accompagnate attraverso il tunnel del Lötschberg.
- Trasporto autocarri tra Svizzera e Italia attraverso la sua partecipata RAlpin SA, le SBB, e Hupac.
- Trasporto lacustre sul Lago di Thun e sul Lago di Brienz.